# Eueremaeus crassisetosus
Eueremaeus crassisetosus är en kvalsterart som beskrevs av Bayartogtokh 2003. Eueremaeus crassisetosus ingår i släktet Eueremaeus och familjen Eremaeidae. Inga underarter finns listade i Catalogue of Life.